# Internierung
Im juristischen Sinne bezeichnet Internierung einen staatlich organisierten Freiheitsentzug mit dem Ziel einer Isolierung von Einzelnen oder auch von Gruppen von der übrigen Bevölkerung in speziellen Internierungslagern.
Im medizinischen Gebrauch bedeutet Internierung die Verbringung von Patienten in eine geschlossene Station, ebenfalls im Sinne einer Isolierung, insbesondere im Falle von Infektionskrankheiten als erzwungene Quarantäne.

## Regelungen der Genfer Konventionen
Laut Genfer Konventionen haben Staaten das Recht, auf ihrem Staatsgebiet befindliche Angehörige kriegführender Staaten zu internieren, d. h. ohne Anklage auf unbestimmte Zeit gefangen zu nehmen. Im Falle einer Internierung werden die Betroffenen im Regelfall in sogenannte Internierungslager gebracht und bleiben dort unter Bewachung. Um die Internierung anwenden zu dürfen, müssen die Sicherheitsinteressen des betreffenden Landes bedroht sein. Im Rahmen des Neutralitätsrechts haben in einem bilateralen Konflikt auch neutrale Staaten die Möglichkeit, Angehörige kriegführender Staaten zu internieren.

## Internierungen in einzelnen Staaten

### Schweiz
Die erste Internierung einer ganzen Armee durch einen neutralen Staat stellt die Aufnahme der französischen Bourbakiarmee in der Schweiz im Jahre 1871 dar, als insgesamt 87.000 französische Soldaten gegen Ende des Deutsch-Französischen Krieges nach dem Vertrag von Les Verrières auf Schweizer Gebiet übertraten und während sechs Wochen interniert blieben.
Während die Schweiz im Ersten Weltkrieg keine größeren Truppenverbände internierte, wurden im Verlauf des Zweiten Weltkriegs über 100.000 ausländische Militärpersonen aller Kriegsparteien in Lagern interniert. Die erste Gruppe von Internierten waren rund 43.000 Angehörige des 45. Festungsarmeekorps – darunter auch 12.500 Polen der 2. Schützendivision in französischen Diensten –, die durch die Wehrmacht in den Jura abgedrängt worden war und bei Goumois den Doubs überquerte. Später wurden unter anderem auch Italiener, Deutsche, Sowjetsoldaten, Briten und US-Amerikaner interniert. Die Internierten leisteten während ihrer Aufenthaltsdauer über die ganze Schweiz verteilt Arbeitseinsätze. Dies führte dazu, dass immer wieder Lager aufgehoben und neue eingerichtet werden mussten. Bis Kriegsende hatten so in über 1.000 Ortschaften der Schweiz Internierungslager bestanden. Das größte und am längsten bestehende dieser Lager war das Internierungslager Büren an der Aare. Letzte Internierte verließen die Schweiz erst 1946.
Siehe auch: Internierung in der Schweiz im Zweiten Weltkrieg
Nach dem Zweiten Weltkrieg wurden in der Schweiz keine Internierungen mehr durchgeführt. Letztmals nahm die Schweiz während des Krieges in Afghanistan 1979/80 Angehörige fremder Armeen auf; es waren unter anderem Russen, die als Kriegsgefangene auf dem Zugerberg festgehalten und von der Armee bewacht wurden.

### USA
Ein weiteres Beispiel ist die Internierung von bis zu 120.000 Japanern und japanischstämmigen US-Amerikanern von 1942 bis 1945 während des Zweiten Weltkriegs in verschiedenen Lagern in den USA. Zumindest die Internierung bereits eingebürgerter oder schon als Amerikaner geborener Personen wird heute allgemein als rassistisch motivierter Bruch des Völkerrechts und der Menschenrechte angesehen, da es sich bei ihnen eben nicht um „Angehörige feindlicher Staaten“ handelte und die weit überwiegende Mehrzahl auch in keiner Weise den japanischen Krieg gegen die USA unterstützten. Mit Berufung auf den Alien Enemy Act fand auch eine Internierung Deutscher in Amerika statt.
Ab 2002 internierten die US-amerikanischen Militärbehörden nach den Anschlägen auf das World Trade Center Terrorverdächtige unter einem verschärften Lagerregime, das weltweit Kritik auslöste, auf ihrem Militärstützpunkt Guantánamo Bay auf Kuba.

### Deutschland
Nach dem Ende des Nationalsozialismus entschieden sich die alliierten Militärbehörden unter den Stichworten Sühne und Säuberung, als erstes überdurchschnittlich belastete Repräsentanten des NS-Regimes in speziellen Lagern zu isolieren, um störende Aktivitäten und Einflussnahme zu verhindern, um sie überprüfen und gegebenenfalls zur Rechenschaft ziehen zu können.
Die Internierung mutmaßlich NS-Belasteter war Teil einer gemeinsamen Politik zur Beseitigung des Nationalsozialismus. Es gab dafür eine moralische und politische, weithin akzeptierte Begründung: Die für die NS-Verbrechen politisch Mitverantwortlichen sollten dingfest gemacht, bis zur Überprüfung ihrer individuellen Schuld durch Internierung festgesetzt und so nicht allein im Sinne einer Generalabrechnung bestraft, sondern darüber hinaus von jeder Form der gesellschaftlichen und politischen Einflussnahme ausgeschlossen werden.
Vorreiter einer so konzipierten umfassenden Säuberung waren die US-Militärbehörden, auch bei der Internierung waren sie die treibende Kraft. Lange bevor es zu einer gemeinsamen Normierung durch den Alliierten Kontrollrat (Direktive Nr. 38 zur Bestrafung von Kriegsverbrechern, Nationalsozialisten und Militaristen und Internierung, Kontrolle und Überwachung von möglicherweise gefährlichen Deutschen, 12. Oktober 1946) kam und noch vor Ende der Kampfhandlungen verhafteten und internierten sie Verdächtige. Das geschah ohne Anklage und Urteil auf dem Wege des „automatischen Arrests“, ein Verfahren, das von den anderen Alliierten übernommen wurde. Den Festnahmen ging die Erarbeitung von Listen voraus, die mit Hilfe von Emigranten und anderen antinazistischen Kräften zusammengestellt worden waren.
Als Haftstätten wurden von den Alliierten auch ehemalige Konzentrationslager verwendet (Buchenwald, Dachau, Esterwegen, Neuengamme, Sachsenhausen), häufig frühere Zwangsarbeitslager, die aus der Zeit vorausgegangener Nutzung verwanzt und verlaust geblieben sein konnten, oder andere frühere NS-Haftstätten. Die Verweildauer in den Lagern lag zwischen wenigen Monaten und fünf Jahren. Erst mit der ab Herbst 1946 stattfindenden Spruchkammerpraxis wurden juristische Prüfverfahren eingeführt, ohne dass es sich aber um strafrechtlich definierte Prozesse gehandelt hätte.
Von den britischen Militärbehörden wurden im ersten Jahr der Besetzung nach dem Grundsatz des Automatischen Arrests etwa 68.500 Personen verhaftet. Die amerikanische Militärregierung schätzte die Zahl der von ihr allein bis Ende 1945 vom US-Militärgeheimdienst CIC verhafteten „counterintelligence personalities“ auf rund 120.000, wobei zu berücksichtigen ist, dass die Erforschung der Internierung und der Internierungslager in der US-Zone als „unterthematisiert“ gilt. Für die französische Besatzungszone mit sieben Lagern liegen gesicherte Zahlenangaben nicht vor. Auch in diesem Fall besteht noch Forschungsbedarf. In der sowjetischen Besatzungszone existierten zwischen 1945 und 1950 zehn „Speziallager“, in denen ungleich schlechtere Bedingungen herrschten als in Lagern der Westalliierten. Nach dem Verständnis der Militärregierung waren sie „Isolierungslager mit verschärftem Lagerregime“. Nach sowjetischen Angaben waren dort insgesamt 122.671 Deutsche interniert. Das war ein wesentlich höherer Anteil an der Gesamtbevölkerung als in den Westzonen. Davon sind rund ein Drittel während der Haftzeit verstorben.
Der Versuch systematischer Beseitigung von NS-Einfluss in Politik und Gesellschaft in der zweiten Hälfte der 1940er Jahre durch Internierung und Entnazifizierung wurde in erster Linie von der Militärregierung, den bei ihr tätigen deutschen Emigranten und zeitweise der KPD befürwortet und getragen. Engagierte Mitwirkung aus der deutschen Bevölkerung war selten. Es herrschten Abwehr und Solidarisierung mit den Betroffenen vor. Man befürchtete bei Mitarbeit soziale Isolierung und berufliche Schwierigkeiten.

### Frankreich
Die französische Internierungspraxis der Jahre 1939 bis 1945 verwandelte das „klassische Asylland Europas“ in ein Land, in dem spätestens seit dem Ausbruch des Zweiten Weltkriegs vor allem für deutsche und österreichische Emigranten das Recht auf Asyl kaum mehr galt. Sie wurden zu étrangers ennemis (feindlichen Ausländern), die – erst recht nach dem Waffenstillstand von Compiègne (1940) – jeglichen Rechtsschutz verloren und „vollständig der Willkür der kollaborierenden Vichy-Regierung und den Verfolgungsmaßnahmen der deutschen Besatzungsmacht ausgesetzt“ waren. Die mit diesen Verfolgungen einhergehenden Internierungen hatten allerdings bereits mit der Unterbringung der Flüchtlinge aus dem Spanischen Bürgerkrieg begonnen und basierten auf rechtlichen Grundlagen, die seitens der französischen Regierung bereits Mitte der 1930er Jahre geschaffen worden waren. Die alleine auf Dekreten beruhende Praxis ermöglichte Internierungen auf der Basis von Verwaltungsanordnungen und richtete sich zunehmend auch gegen indésirables français (unerwünschte Franzosen): Kommunisten, Gewerkschafter, Juden und Nomaden. Nach der Befreiung Frankreichs endete nicht für alle Internierten ihre Unterbringung in den Lagern, und neue Gruppen von Menschen wurden interniert, so zum Beispiel nicht französischstämmige Flüchtlinge aus Indochina und aus Algerien.

### Belgien
Es gibt kaum Hinweise auf Belgien als Exil-Land für Emigranten aus dem Deutschen Reich. Dass es die aber gab, zeigen die Reaktionen der belgischen Behörden nach dem Beginn des Westfeldzuges am 10. Mai 1940 und dem damit verbundenen deutschen Angriff auf das neutrale Belgien. Die Erwartung dieses Angriffs löste in Belgien eine Verfolgungswelle vor allem gegen dort lebende Deutsche und Österreicher aus, die in eine willkürliche Verhaftungswelle mündete. Neben diesen unerwünschten Ausländern gerieten allerdings auch Belgier selber ins Visier der Behörden: belgische Kommunisten, flämische Nationalisten und Mitglieder der faschistischen Rex-Partei.:S. 65
Die belgischen Behörden waren mit den wahllosen Verhaftungen überfordert und baten deshalb am 11. Mai 1940 mangels eigener Internierungskapazitäten Frankreich, einen Teil der in Belgien unerwünschten Ausländer zu übernehmen. Aufgrund der Zusage verließen bereits am 12. Mai mehrere Transportzüge Brüssel. Nach einem Zwischenstopp in Tournai wurden die Ausgewiesenen schließlich in Internierungslager südlich der Loire verbracht (unter anderem in die Internierungslager Loriol und Le Fauga). Aus Furcht vor der näherrückenden deutschen Wehrmacht erfolgte jedoch Ende Mai/Anfang Juni 1940 die Verlegung der aus Belgien stammenden Internierten nach Saint-Cyprien, zum Teil aber auch nach Le Vernet.:S. 65 f. Nach Eggers lässt sich die Zahl der in Belgien verhafteten und dann nach Frankreich deportierten Menschen nur schätzen; er geht von mindestens 6.000 Betroffenen aus, vermutet aber, dass die tatsächliche Zahl näher bei 10.000 lag.:S. 65 ff.
Nach der deutschen Besetzung Belgiens sind Verfolgungen und Internierungen direkt mit dem Handeln der Besatzungsmacht dokumentiert. Sie gipfelten im Juli 1942 in der Eröffnung des SS-Sammellagers Mecheln, von dem aus bis September 1944 zehntausende Juden und „Zigeuner“ in deutsche Vernichtungslager deportiert wurden.

## Verschiedenes
Verschiedene Staaten setzen Internierungen als Mittel der „Terrorabwehr“ ein. Umstritten war vor allem die Internment-Politik der britischen Regierung im Nordirlandkonflikt ab 1971.